# GOLDEN☆BEST 石川秀美
『GOLDEN☆BEST 石川秀美』（ゴールデン☆ベスト いしかわひでみ）は、石川秀美のベスト・アルバム。2004年12月22日発売。発売元はBMG JAPAN。規格品番：BVCK-38086。

## 解説
さまざまなレコード会社から発売されている“ゴールデン☆ベスト”シリーズの中の1枚で、アイドル歌手の豊作とされる1982年にデビューした石川秀美のベスト・セレクションCD。レコード・デビュー曲「妖精時代」（1982年）から「LUCY」（1990年）まで、現役歌手時代に発表した全30タイトルのシングルA面曲から選曲されている。
CD1枚の単体商品としては、1994年11月23日発売の『NEW BEST 石川秀美』以来の新作パッケージ作品となった。本ベスト盤発売の約半年前となる5月26日には、初めてのCD-BOX『石川秀美BOX 〜COMPLETE SINGLE COLLECTION』（BVCK-37105/8）も発売されている。

## 収録曲
特記以外　作曲:小田裕一郎
1. 妖精時代
  - 作詞:松本隆　編曲:萩田光雄
2. ゆ・れ・て湘南
  - 作詞:松本隆　編曲:馬飼野康二
3. 哀しみのブリザード
  - 作詞:麻木かおる　編曲:矢野誠
4. 涙のペーパームーン
  - 作詞:麻木かおる　編曲:大谷和夫
5. Hey!ミスター・ポリスマン
  - 作詞・作曲:松宮恭子　編曲:大谷和夫
6. 恋はサマー・フィーリング
  - 作詞:伊藤アキラ　作曲:森田公一　編曲:萩田光雄
7. バイ・バイ・サマー
  - 作詞:竜真知子　編曲:入江純
8. スターダスト・トレイン
  - 作詞:竜真知子　作曲・編曲:井上大輔
9. めざめ
  - 作詞:クロエジュン・SHOW　編曲:入江純
10. 夏のフォトグラフ
  - 作詞:竜真知子　編曲:入江純
11. 熱風
  - 作詞:鈴木博文　作曲:林哲司　編曲:大谷和夫
12. ミステリーウーマン
  - 作詞・作曲:松宮恭子　編曲:椎名和夫
13. もっと接近しましょ
  - 作詞:SHOW　作曲:黒住憲五　編曲:入江純
14. あなたとハプニング
  - 作詞:安井かずみ　作曲:加藤和彦　編曲:奥慶一
15. Sea Loves You 〜キッスで殺して
  - 作詞:売野雅勇　編曲:船山基紀
16. 愛の呪文
  - 作詞・作曲:松宮恭子　編曲:佐藤準
  - 第36回NHK紅白歌合戦 歌唱曲
  - '85コーセー秋のキャンペーン・ソング。
17. サイレンの少年 〜遠くで抱きしめて〜
  - 作詞:売野雅勇　作曲:芹澤廣明　編曲:萩田光雄
18. 素敵な勇気
  - 作詞:売野雅勇　作曲:高橋研　編曲:椎名和夫
19. Everynight
  - 作詞:三浦徳子　作曲・編曲:Michael Korgen
20. LUCY
  - 作詞:山田ひろし　作曲:中崎英也　編曲:新川博